# Петар Митропан
Петар Митропан (Петро Андрійович Митропан; 01(13) серпня 1891, Полтавщина — 6 грудня 1988, Белґрад) — літературознавець, мовознавець, перекладач. Онук українського поета 19 ст. Василя Кулика.

## Біографія
Закінчив філологічний факультет (російська мова) у Москві. Після Жовтневого перевороту емігрував у 1919 році та оселився в Югославії (тодішньому Королівство Сербів, Хорватів і Словенців).
Був професором російської мови та літератури в Педагогічній академії в Скоп'є 1920—1941, а після закінчення війни — викладач російської мови в Белградському університеті.
Перекладає з 1924 року. Зіграв значну роль у створенні сербської російської студії та методики викладання російської мови в Югославії. Окрім того, що він співпрацював у великій кількості журналів і газет із низкою статей з російської літератури, він також видав книги «Матеріали до історії преси» (1933), «Російські письменники» (1934) та «Пушкін при сербах» (1937); Після Другої світової війни, крім кількох підручників у співпраці з іншими письменниками, видав кілька посібників та підручників російської мови: Методичні вказівки для вчителів російської мови (1946), Методика викладання російської мови (1964), Російсько-сербський словник для початківців (1965) та «Я і мої друзі» (Російський підручник). Редагував журнал «Південний огляд» (1927—1940). Був одним із засновників Асоціації перекладачів літератури Сербії.